# One Grant Park
Der One Grant Park, auch NEMA Chicago oder nach der Adresse 1210 South Indiana genannt, ist ein Wolkenkratzer in Chicago, Illinois. 2015 wurde das Projekt der Öffentlichkeit vorgestellt. Der Architekt ist Rafael Viñoly, der auch für das Design von 432 Park Avenue verantwortlich war. 2017 begann der Bau. 2019 wurde das Gebäude fertiggestellt, beherbergt 800 Wohnungen und verfügt über 536 Parkplätze in der Tiefgarage. Mit einer Höhe von 272 Metern ist One Grant Park somit das höchste Wohngebäude der Stadt und außerdem das höchste außerhalb des Loop. Es ist derzeit das achthöchste Hochhaus Chicagos. Im nationalen Ranking rangiert es auf dem 54. Platz.
In unmittelbarer Nähe des Wolkenkratzers steht das Hochhaus One Museum Park, welches zuvor den Titel des höchsten Gebäudes außerhalb des Loop beanspruchte.